# 天龙八部 (2007年游戏)
《天龙八部》是中国搜狐公司开发运营的一款以金庸小说《天龙八部》为蓝本的网络游戏。搜狐公司请了担任游戏的形象代言人。
2008年遊戲公司遊戲新幹線正式代理天龍八部的台灣營運權。

## 事件时间表
- 2007年5月9日  中國版开始公测。
- 2008年3月19日 台灣版開始封測。
- 2008年3月19日 香港版開始封測。
- 2008年4月1日 香港版封測結束。
- 2008年4月16日 台灣版開始公測。
- 2008年4月16日 香港版開始公測。

## 游戏背景
游戏以金庸老先生脍炙人口的武侠文学作品《天龙八部》的内容为蓝本，围绕着金庸先生描绘的武侠世界进行了精彩、细致的诠释与重绘和大量、深入的再创造。《天龙八部》以金庸系列作品中最具代表性的“佛家之侠”为主体思想，通过艺术化的游戏创造，构架出江湖浩淼，众生芸芸的虚拟世界，交集出善恶分明，因果有序的人文情怀。
在《天龙八部》中，玩家将亲身经历犹如原著一般扣人心弦的剧情故事；游历美轮美奂的名山大河；亲手使出传说中的武林绝学；亲眼面对萦绕梦间的武侠人物。还有细致的游戏场景、平衡的玩家竞技、拟真的玩家社群、众多的游戏玩法、体贴的玩家上手，让玩家在这个似曾相识的《天龙八部》游戏世界中获得到从未有过的游戏体验。
剧情围绕萧峰、段誉、虚竹等书中诸位英雄人物展开，逐步揭密游戏中十大门派之间的恩怨情仇。少林、武当、峨眉、星宿、天山、大理、丐帮、明教、逍遥、慕容世家这十大门派，分别幻作十条人生之路，血色刀兵，爱恨情仇，吸引天下玩家一探究竟。
具有浓厚文化底蕴，《天龙八部》内还有诸多的玩法亮点供玩家体验。玩家可以拜入十大门派，修炼上百种武功秘笈，领养各类珍奇异兽，以上古神兽为坐骑，丰富多样的生活技能，更有机会去结识原著人物，乔峰、段誉、王语嫣与玩家一起谱写独特的游戏经历。

## 游戏系统

### 门派
- 根据小说的描写，游戏设置了九种玩家可以选择加入的门派：少林派、逍遥派、星宿派、|天龙派、天山派、峨嵋派、明教、武当派、丐帮。
- 2011年，增加了第10个门派，慕容派。游戏版本上升为《天龙八部2》。

2012年，游戏版本升级为《天龙八部3》。
2013年，增加第11个门派，唐门。游戏更新为《新天龙八部唯美客户端》和《天龙八部永恒经典客户端》两个同步客户端。

### 珍兽
珍兽其实是玩家饲养的一种宠物，是游戏大力打造的一个特色系统。珍兽可以通过野外捕捉和购买两种方式获得，此外玩家还必须购买适合珍兽的兽粮来维持珍兽生命。珍兽拥有和玩家相同的属性，且可以和玩家一起战斗，升级。

### 真元
真元是玩家通过淬炼得到各种不同颜色的真元以提升自身实力的系统。最好的真元为橙色。真元通过没用的真元淬炼得到的真元精粹升级，不同级别有不同的属性加成和套装效果。是天龙八部的一大特色系统。

### 珍兽附体
可以利用不同的珍兽技能达到增幅自身属性的效果，珍兽的本身资质影响附体技能的效果。

### 子女
子女系统通过已结婚的玩家共同达到任务需求可以得到子女，单身玩家可以通过领养得到自己的子女。子女通过做任务升级，达到一定的级数可以增幅玩家自身的属性。